# Adamova lékárna
Adamova lékárna, řadový pětipatrový dům se nachází na adrese, Praha - Nové Město, Václavské náměstí 8.

## Historie
Stavba tohoto nájemního domu navázala na část dvou předchozích starších objektů. Zachovaly se gotické sklepy a značná část přízemí, kde je také umístěna Adamova lékárna, vybavená ještě původními regály. Dostavbu budovy prováděla firma stavitele Matěje Blechy v letech 1911 – 1912. Architekt Emil Králíček, který pro firmu pracoval v projekční kanceláři, navrhl průčelí domu. Na prvky historické architektury ve spodních podlažích zde navazuje secese, kubismus i moderna. V době, kdy Blechova kancelář pracovala na projektu, vznesl magistrát požadavek, aby současně se stavbou byla provedena úprava nevlídného zákoutí za objektem. To se týkalo opravy staré zdi a dlažby, kam Emil Králíček navrhl umístit dva záhony s keři a trávníkem a známou kubistickou lampu. Dnes lampa stojí na dlážděné ploše, která vznikla při úpravě pěší zóny.

## Popis
Dům je čtyřkřídlý, hlavní průčelí je rozvrženo do dvou částí. V pravé části v přízemí jsou zaklenuté vstupy do lékárny, ve druhém patře je vyklenutý arkýř nesený sochami atlantů, shora ukončený terasou. Této části domu dominuje secesní oválná arkáda, nad kterou se zdvihá věžový nástavec atelieru s proskleným průčelím. Levá čtyřosá část domu navazuje na pravý díl bez výraznějšího členění, v přízemí je umístěná výkladní skříň. Fasáda zadní části domu, která je obrácená do Jungmannova náměstí, je řešena odlišně. Původní podobu si zachovala konstrukce podkroví a kopule.
V interiérech domu jsou vázy ve tvaru mohutných krystalů a řada dalších původních architektonických i uměleckořemeslných detailů.
Budova je zařazena do seznamu kulturních památek.